# 澹台仁慧
澹台仁慧（1935年—），女，河北省冀县人，中国话剧表演艺术家，中央实验话剧院一级演员，中国民主同盟盟员。

## 生平
1935年出生于河北省冀县周村鎮北黃家莊。